# 泗里街省
泗里街省是马来西亚砂拉越州其中一个省份，也称第六省，是由第三省（诗巫省）分割出來。该省总面积有4,332.35平方公里，人口约有145,200人。泗里街省下分四个县：泗里街县 (Sarikei District)，馬拉端县 (Meradong District)，蘆樓县 (Julau District) 及巴干县 (Pakan District)。
省里的经济主要来源于农业与木材业。泗里街省盛产胡椒，也闻名于其黄梨。

## 历史
泗里街省是在1973年4月2日升格为省，由第三省（诗巫省）分割出來，成为砂拉越第六省。起初，泗里街省拥有总面积6,969平方公里，包括现今的沐膠省及木中省。但在2002年，沐膠省及木中省从泗里街省分割出来，因此总面积缩小到4,332平方公里，成为砂州第二小的省。该省的行政中心位于泗里街，也称黄梨城。
砂拉越前州务秘书，拿督阿玛威尔逊巴亚丹多 (Datuk Amar Wilson Baya Dandot) 的文章里提到，泗里街省的成立是出于安全因素及当时与北加里曼丹共产党（砂共）冲突，使政府能够有效的对该区进行监视及促进地区安全。